# هولانگامووا
هولانگامووا (به لاتین: Hulangamuwa) یک منطقهٔ مسکونی در سری‌لانکا است که در استان مرکزی (سری‌لانکا) واقع شده‌است.